# Centrale nucléaire de Vallecitos
La centrale nucléaire de Vallecitos est la plus ancienne centrale nucléaire électrogène et un centre de recherche nucléaire située à Pleasanton en Californie à environ 45 km à l'est de San Francisco sur la "Route 84".

## Description
La centrale de Vallecitos, appartenant à General Electric a été la première centrale nucléaire de production d'électricité raccordée au réseau électrique le 3 août 1957.

- Vallecitos : en service de 1957 à 1963.

Le réacteur à uranium enrichi, modéré à l'eau légère, de type réacteur à eau bouillante, a permis de produire environ 40 GWh d'électricité durant sa période de production entre 1957 et 1963. Il sera suivi le 2 décembre 1957 par la mise en service du réacteur nucléaire de Shippingport en Pennsylvanie.

## Histoire
La centrale a été construite en collaboration entre le constructeur General Electric, la compagnie d'électricité Pacific Gas and Electric Company et Bechtel Corporation responsable de l'ingénierie générale. 

C'est Samuel Untermyer qui a été l'ingénieur de GE responsable de la conception initiale de ce réacteur. Il avait été auparavant responsable de recherches à l'Argonne National Laboratory pour des recherches de transfert de chaleur et des expériences de physique nucléaire notamment les expériences sur le borax.

Ce réacteur a été le site pilote et d'essais pour améliorer la technologie de ce type de réacteurs et pour la formation du personnel qui sera employé sur la centrale nucléaire de Dresden installée dans l'Illinois quelques années après.

Le site de Vallecitos comprend un laboratoire d'analyse métallurgique des matériaux irradiés. En complément, un petit réacteur de recherche de 100 kW reste toujours opérationnel. Le site de Vallecitos fabrique des sources radioactives utilisées en médecine et dans l'industrie avec une licence de l'État de californie.